# Tanaecia julii
Tanaecia julii es una especie de lepidóptero perteneciente a la familia Nymphalidae (subfamilia Limenitidinae), correspondiente al género Tanaecia.

## Subespecies
- Tanaecia julii julii
- Tanaecia julii bougainvillei  (Corbet, 1941)
- Tanaecia julii appiades (Ménétriés, 1857)
- Tanaecia julii xiphiones (Butler, 1869)
- Tanaecia julii indochinensis (Fruhstorfer, 1905)
- Tanaecia julii aridaya (Fruhstorfer, 1913)
- Tanaecia julii odilina (Fruhstorfer, 1913)
- Tanaecia julii irma (Fruhstorfer, 1905)

## Localización
Las especies y subespecies de este género biológico, se encuentran distribuidas en el sudeste de Asia y Australasia.